# Lunac
Lunac est une commune française située dans le département de l'Aveyron en région Occitanie.
Le patrimoine architectural de la commune comprend un immeuble protégé au titre des monuments historiques : l'église Saint-Jean-Baptiste, inscrite en 1937.

## Géographie

### Localisation
La commune, située entre les deux bastides de Najac et Rieupeyroux se trouve dans le Ségala, une région naturelle de France qui s'étend dans l'ouest du département de l'Aveyron, et dans le nord du Tarn.

### Communes limitrophes
Les communes limitrophes sont  Bor-et-Bar, La Fouillade, Le Bas Ségala, Lescure-Jaoul et Sanvensa.

### Hydrographie

#### Réseau hydrographique

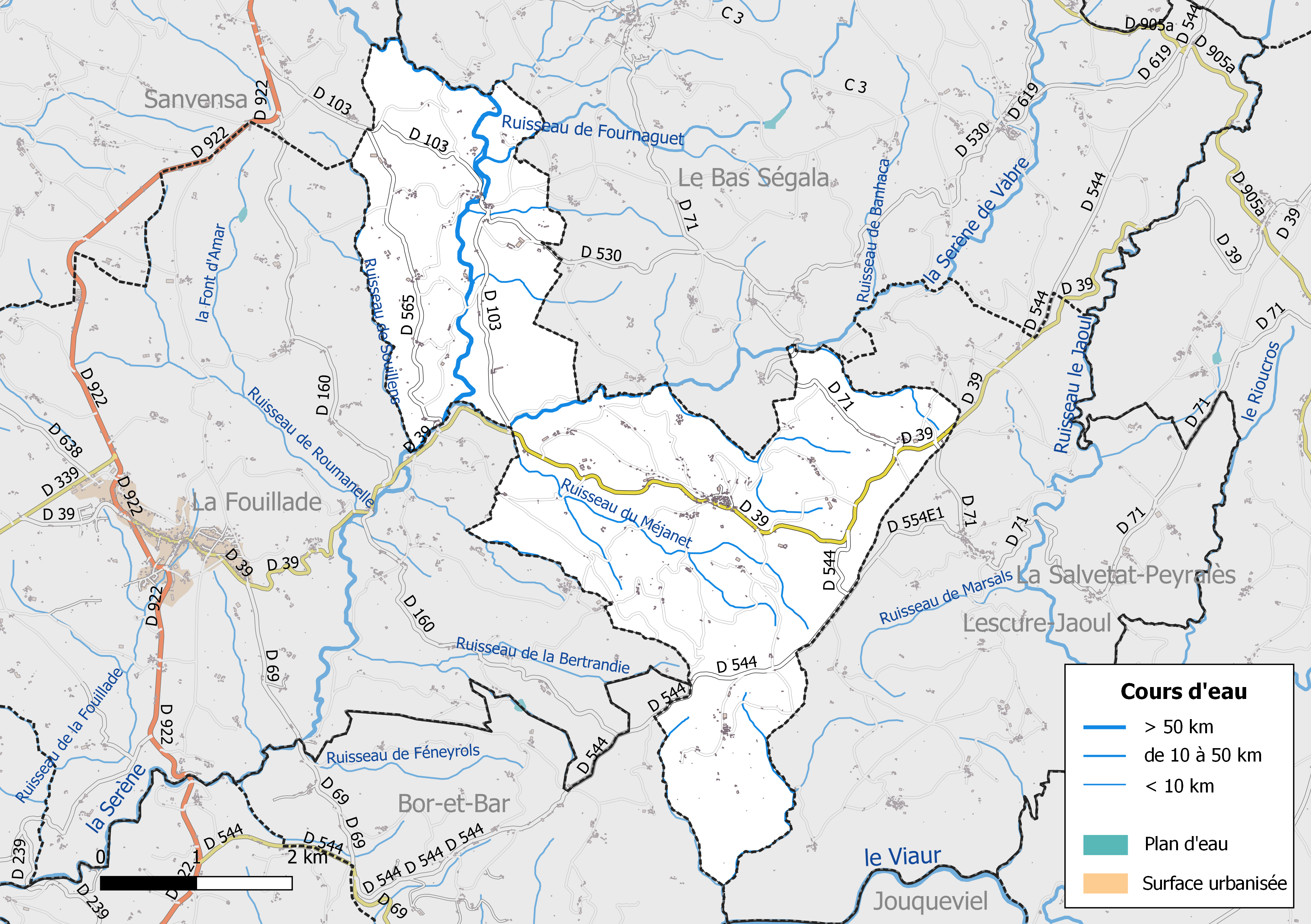
Réseaux hydrographique et routier de Lunac.

La commune est drainée par la Serène, la Petite Serène, le ruisseau de Fournaguet, Bras de la Serène, le ruisseau de Frayssinet, le ruisseau de Ginestel, le ruisseau de la Braguèse, le ruisseau de la Combe, le ruisseau de l'Hom, le ruisseau de Planèzes, le ruisseau de Souillens, le ruisseau du Cambou, le ruisseau du Méjanet et par divers petits cours d'eau.
La Serène, d'une longueur totale de 32,2 km, prend sa source dans la commune de Le Bas Ségala et se jette  dans  l'Aveyron à Saint-André-de-Najac, après avoir arrosé 8 communes.
La Petite Serène, d'une longueur totale de 13,6 km, prend sa source dans la commune de La Capelle-Bleys et se jette  dans la Petite Serène à La Fouillade, après avoir arrosé 5 communes.

#### Gestion des cours d'eau
Afin d’atteindre le bon état des eaux imposé par la Directive-cadre sur l'eau du 23 octobre 2000, plusieurs outils de gestion intégrée s’articulent à différentes échelles pour définir et mettre en œuvre un programme d’actions de réhabilitation et de gestion des milieux aquatiques : le SDAGE (Schéma directeur d'aménagement et de gestion des eaux), à l’échelle du bassin hydrographique, et le SAGE (Schéma d'aménagement et de gestion des eaux), à l’échelle locale. Ce dernier fixe les objectifs généraux d’utilisation, de mise en valeur et de protection quantitative et qualitative des ressources en eau superficielle et souterraine. Trois SAGE sont mis en oeuvre dans le département de l'Aveyron.
La commune fait partie du SAGE du bassin versant du Viaur, approuvé le 28 mars 2018, au sein du SDAGE Adour-Garonne. Le périmètre de ce SAGE couvre 89 communes, sur trois départements (Aveyron, Tarn et Tarn-et-Garonne),. Le pilotage et l’animation du SAGE sont assurés par l’établissement public d'aménagement et de gestion des eaux (EPAGE) du bassin du Viaur, une structure qui regroupe les établissements publics de coopération intercommunale à fiscalité propre (EPCI-FP) dont le territoire est inclus (en totalité ou partiellement) dans le bassin hydrographique du Viaur et les structures gestionnaires de l’alimentation en eau potable des populations et qui disposent d’une ressource sur le bassin versant du Viaur. Il correspond à l’ancien syndicat mixte du Bassin versant du Viaur,.

### Climat
Pour des articles plus généraux, voir Climat de l'Occitanie et Climat de l'Aveyron.
En 2010, le climat de la commune est de type climat océanique altéré, selon une étude s'appuyant sur une série de données couvrant la période 1971-2000. En 2020, Météo-France publie une typologie des climats de la France métropolitaine dans laquelle la commune est exposée à un climat océanique altéré et est dans la région climatique Sud-est du Massif Central, caractérisée par une pluviométrie annuelle de 1 000 à 1 500 mm, minimale en été, maximale en automne.
Pour la période 1971-2000, la température annuelle moyenne est de 12 °C, avec une amplitude thermique annuelle de 15,7 °C. Le cumul annuel moyen de précipitations est de 1 018 mm, avec 11,5 jours de précipitations en janvier et 6,5 jours en juillet. Pour la période 1991-2020, la température moyenne annuelle observée sur la station météorologique la plus proche, située sur la commune de Monteils à 10 km à vol d'oiseau, est de 12,8 °C et le cumul annuel moyen de précipitations est de 898,8 mm,. Pour l'avenir, les paramètres climatiques de la commune estimés pour 2050 selon différents scénarios d'émission de gaz à effet de serre sont consultables sur un site dédié publié par Météo-France en novembre 2022.

### Milieux naturels et biodiversité

#### Sites Natura 2000

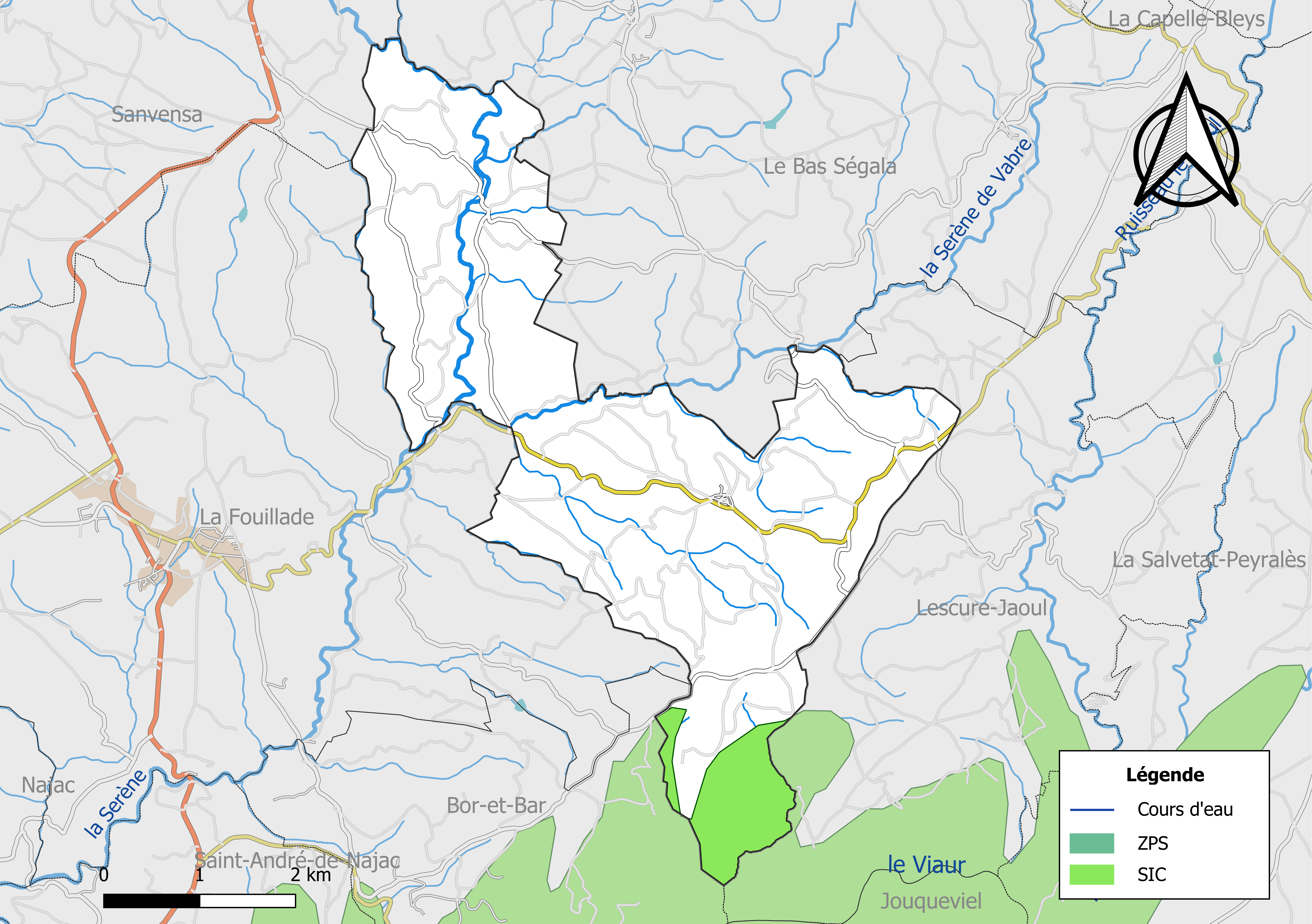
Sites Natura 2000 sur le territoire communal.

Le réseau Natura 2000 est un réseau écologique européen de sites naturels d’intérêt écologique élaboré à partir des Directives « Habitats » et « Oiseaux ». Ce réseau est constitué de Zones spéciales de conservation (ZSC) et de Zones de protection spéciale (ZPS). Dans les zones de ce réseau, les États Membres s'engagent à maintenir dans un état de conservation favorable les types d'habitats et d'espèces concernés, par le biais de mesures réglementaires, administratives ou contractuelles.
Un site Natura 2000 a été défini sur la commune au titre de la « directive Habitats » : 
Les « Vallées du Tarn, de l'Aveyron, du Viaur, de l'Agout et du Gijou », d'une superficie de 17 144 ha, s'étendent sur 136 communes dont 41 dans l'Aveyron, 8 en Haute-Garonne, 50 dans le Tarn et 37 dans le Tarn-et-Garonne. Elles présentent une très grande diversité d'habitats et d'espèces dans ce vaste réseau de cours d'eau et de gorges. La présence de la Loutre d'Europe et de la moule perlière d'eau douce est également d'un intérêt majeur.

#### Zones naturelles d'intérêt écologique, faunistique et floristique
L’inventaire des zones naturelles d'intérêt écologique, faunistique et floristique (ZNIEFF) a pour objectif de réaliser une couverture des zones les plus intéressantes sur le plan écologique, essentiellement dans la perspective d’améliorer la connaissance du patrimoine naturel national et de fournir aux différents décideurs un outil d’aide à la prise en compte de l’environnement dans l’aménagement du territoire.
Le territoire communal de Lunac comprend une ZNIEFF de type 1,, 
la « Basse vallée du Viaur » (3 509 ha), couvrant 11 communes dont 5 dans l'Aveyron, 5 dans le Tarn et 1 dans le Tarn-et-Garonne
, et une ZNIEFF de type 2,, 
la « Vallée du Viaur et ses affluents » (27 587 ha), qui s'étend sur 56 communes dont 45 dans l'Aveyron, 10 dans le Tarn et 1 dans le Tarn-et-Garonne.

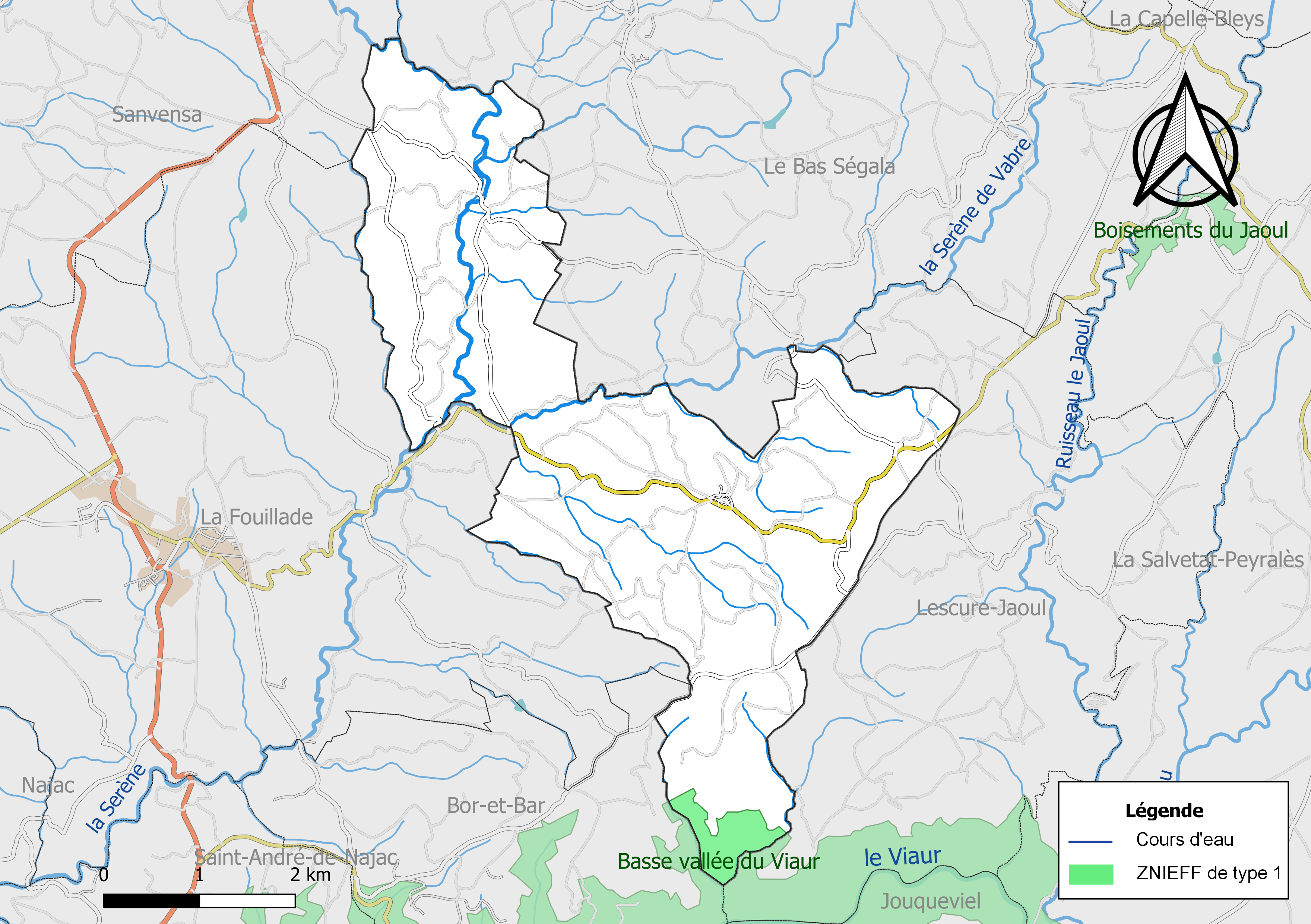
Carte de la ZNIEFF de type 1 de la commune.
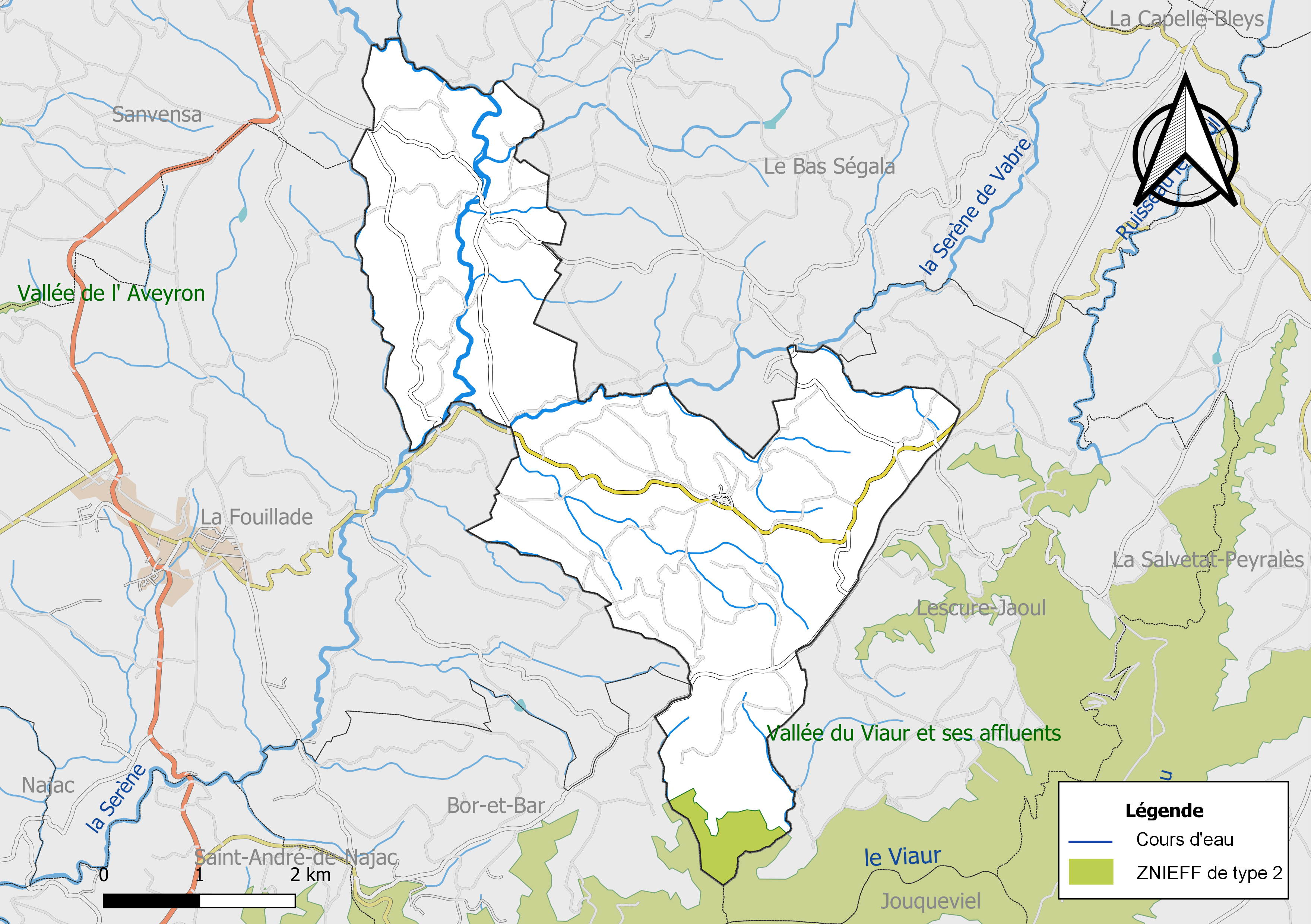
Carte de la ZNIEFF de type 2 de la commune.

## Urbanisme

### Typologie
Au 1er janvier 2024, Lunac est catégorisée commune rurale à habitat très dispersé, selon la nouvelle grille communale de densité à 7 niveaux définie par l'Insee en 2022.
Elle est située hors unité urbaine. Par ailleurs la commune fait partie de l'aire d'attraction de Villefranche-de-Rouergue, dont elle est une commune de la couronne,. Cette aire, qui regroupe 34 communes, est catégorisée dans les aires de moins de 50 000 habitants,.

### Occupation des sols

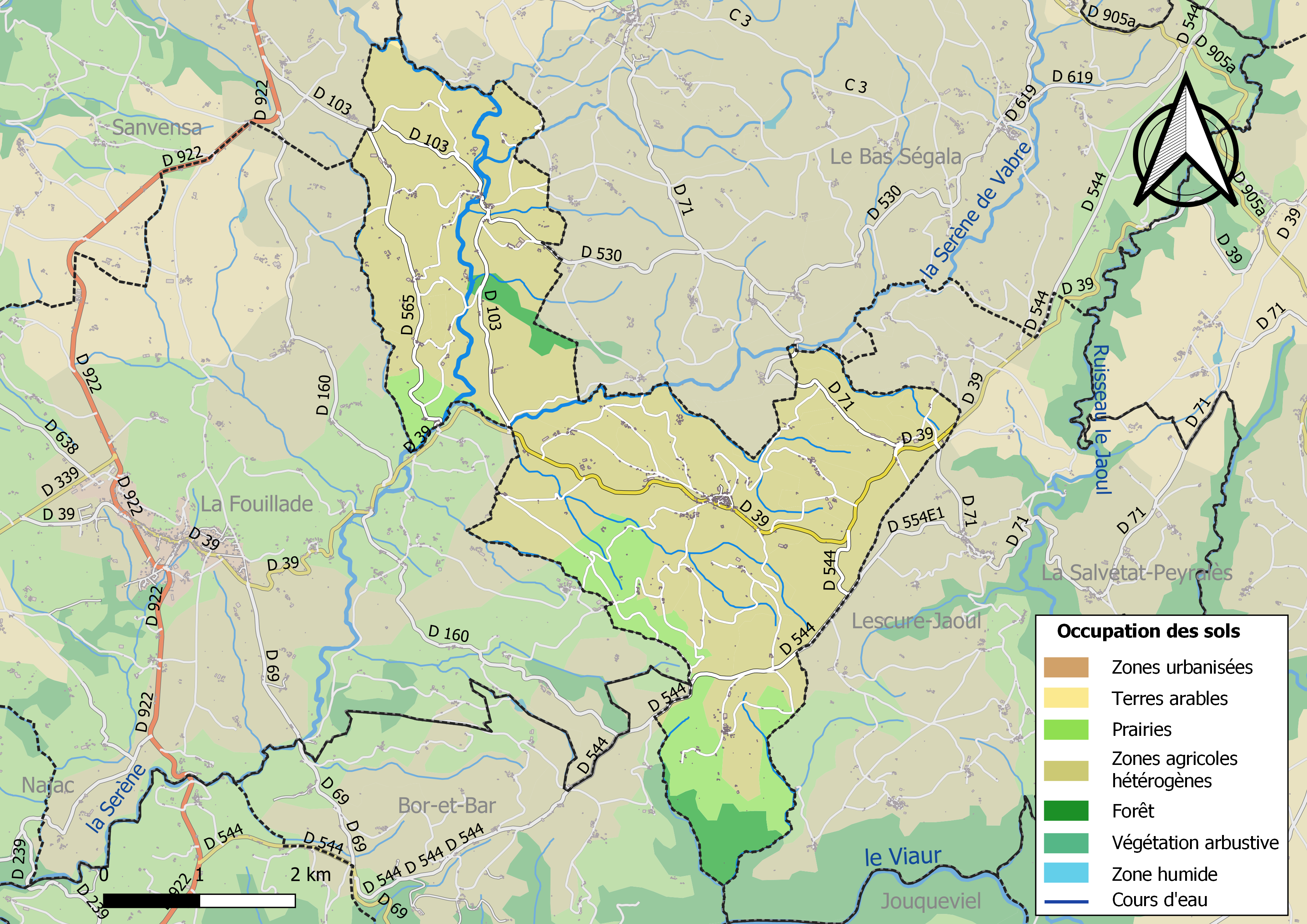
Carte de l'occupation des sols de la commune en 2018 (CLC).

L'occupation des sols de la commune, telle qu'elle ressort de la base de données européenne d’occupation biophysique des sols Corine Land Cover (CLC), est marquée par l'importance des territoires agricoles (95,7 % en 2018), une proportion identique à celle de 1990 (95,7 %). La répartition détaillée en 2018 est la suivante : 
zones agricoles hétérogènes (83,2 %), prairies (12,5 %), forêts (4,3 %), terres arables (0,1 %).

### Habitat et logement
En 2020, le nombre total de logements dans la commune était de 288, alors qu'il était de 275 en 2015 et de 282 en 2010.
Parmi ces logements, 63,7 % étaient des résidences principales, 24,8 % des résidences secondaires et 11,5 % des logements vacants. Ces logements étaient pour 93,8 % d'entre eux des maisons individuelles et pour 5,8 % des appartements.
Le tableau ci-dessous présente la typologie des logements à Lunac en 2020 en comparaison avec celle de l'Aveyron et de la France entière. Une caractéristique marquante du parc de logements est ainsi une proportion de résidences secondaires et logements occasionnels (24,8 %) supérieure à celle du département (17,3 %) et à celle de la France entière (9,7 %). Concernant le statut d'occupation de ces logements, 74,4 % des habitants de la commune sont propriétaires de leur logement (74,3 % en 2015), contre 69,4 % pour l'Aveyron et 57,5 pour la France entière.
| Typologie                                               | Lunac | Aveyron | France entière |
| ------------------------------------------------------- | ----- | ------- | -------------- |
| Résidences principales (en %)                           | 63,7  | 71,8    | 82,1           |
| Résidences secondaires et logements occasionnels (en %) | 24,8  | 17,3    | 9,7            |
| Logements vacants (en %)                                | 11,5  | 10,9    | 8,2            |

### Planification de l'aménagement
La loi SRU du 13 décembre 2000 a incité fortement les communes à se regrouper au sein d’un établissement public, pour déterminer les partis d’aménagement de l’espace au sein d’un SCoT, un document essentiel d’orientation stratégique des politiques publiques à une grande échelle. La commune est dans le territoire du SCoT du Centre Ouest Aveyron  approuvé en février 2020. La structure porteuse est le Pôle d'équilibre territorial et rural Centre Ouest Aveyron, qui associe neuf EPCI, notamment Ouest Aveyron Communauté, dont la commune est membre.
La commune, en 2017, avait engagé l'élaboration d'un plan local d'urbanisme.

### Risques naturels et technologiques
Le territoire de la commune de Lunac est vulnérable à différents aléas naturels : climatiques (hiver exceptionnel ou canicule), feux de forêts et séisme (sismicité très faible).
Il est également exposé à un risque particulier, le risque radon,.

#### Risques naturels
Le Plan départemental de protection des forêts contre les incendies découpe le département de l’Aveyron en sept « bassins de risque » et définit une sensibilité des communes à l’aléa feux de forêt (de faible à très forte). La commune est classée en sensibilité faible.
Les mouvements de terrains susceptibles de se produire sur la commune sont liés au retrait-gonflement des argiles, conséquence d'un changement d'humidité des sols argileux. Les argiles sont capables de fixer l'eau disponible mais aussi de la perdre en se rétractant en cas de sécheresse. Ce phénomène peut provoquer des dégâts très importants sur les constructions (fissures, déformations des ouvertures) pouvant rendre inhabitables certains locaux. La carte de zonage de cet aléa peut être consultée sur le site de l'observatoire national des risques naturels Georisques

#### Risque particulier
Dans plusieurs parties du territoire national, le radon, accumulé dans certains logements ou autres locaux, peut constituer une source significative d’exposition de la population aux rayonnements ionisants. Toutes les communes du département sont concernées par le risque radon à un niveau plus ou moins élevé. Selon le dossier départemental des risques majeurs du département établi en 2013, la commune de Lunac est classée à risque moyen à élevé. Un décret du 4 juin 2018 a modifié la terminologie du zonage définie dans le code de la santé publique et a été complété par un arrêté du 27 juin 2018 portant délimitation des zones à potentiel radon du territoire français. La commune est désormais en zone 3, à savoir zone à potentiel radon significatif.

## Toponymie
Lunac vient du nom d'homme gaulois Lunus, avec le suffixe -acum : villa de Lunus
.

## Histoire
Lunac était un prieuré dépendant de abbaye de la Chaise-Dieu.
Au  {{S-[XIV}}, le bourg est fortifié pour se protéger des routiers. La seigneurie a appartenu successivement aux familles de Faramond, Famille de La Valette puis à la famille des comtes de Chazelles-Lunac.
Le village était jadis un centre important pour ses foires, son artisanat et son commerce.
En 1834, la commune, instaurée par la Révolution française, absorbe celles de Les Mazières et de L'Hom.

## Politique et administration

### Rattachements administratifs et électoraux

#### Rattachements administratifs
La commune se trouve dans l'arrondissement de Villefranche-de-Rouergue du département de l'Aveyron.
Elle faisait partie depuis 1793 du canton de Najac. Dans le cadre du redécoupage cantonal de 2014 en France, cette circonscription administrative territoriale a disparu, et le canton n'est plus qu'une circonscription électorale.

#### Rattachements électoraux
Pour les élections départementales, la commune fait partie depuis 2014 du canton d'Aveyron et Tarn
Pour l'élection des députés, elle fait partie de la deuxième circonscription de l'Aveyrondepuis le dernier découpage électoral de 2010.

### Intercommunalité
Lunac était membre de la communauté de communes du canton de Najac, un établissement public de coopération intercommunale (EPCI) à fiscalité propre créé en 2000 et auquel la commune avait transféré un certain nombre de ses compétences, dans les conditions déterminées par le code général des collectivités territoriales.
Dans le cadre des dispositions de la loi portant nouvelle organisation territoriale de la République du 7 août 2015, qui prévoit que les établissements publics de coopération intercommunale (EPCI) à fiscalité propre doivent avoir un minimum de 15 000 habitants, cette intercommunalité a fusionné avec ses voisines pour former, le 1er janvier 2017, la communauté de communes du Grand Villefranchois. Celle-ci, dont la commune est désormais membre, prend en 2019 le nom de Ouest Aveyron Communauté.

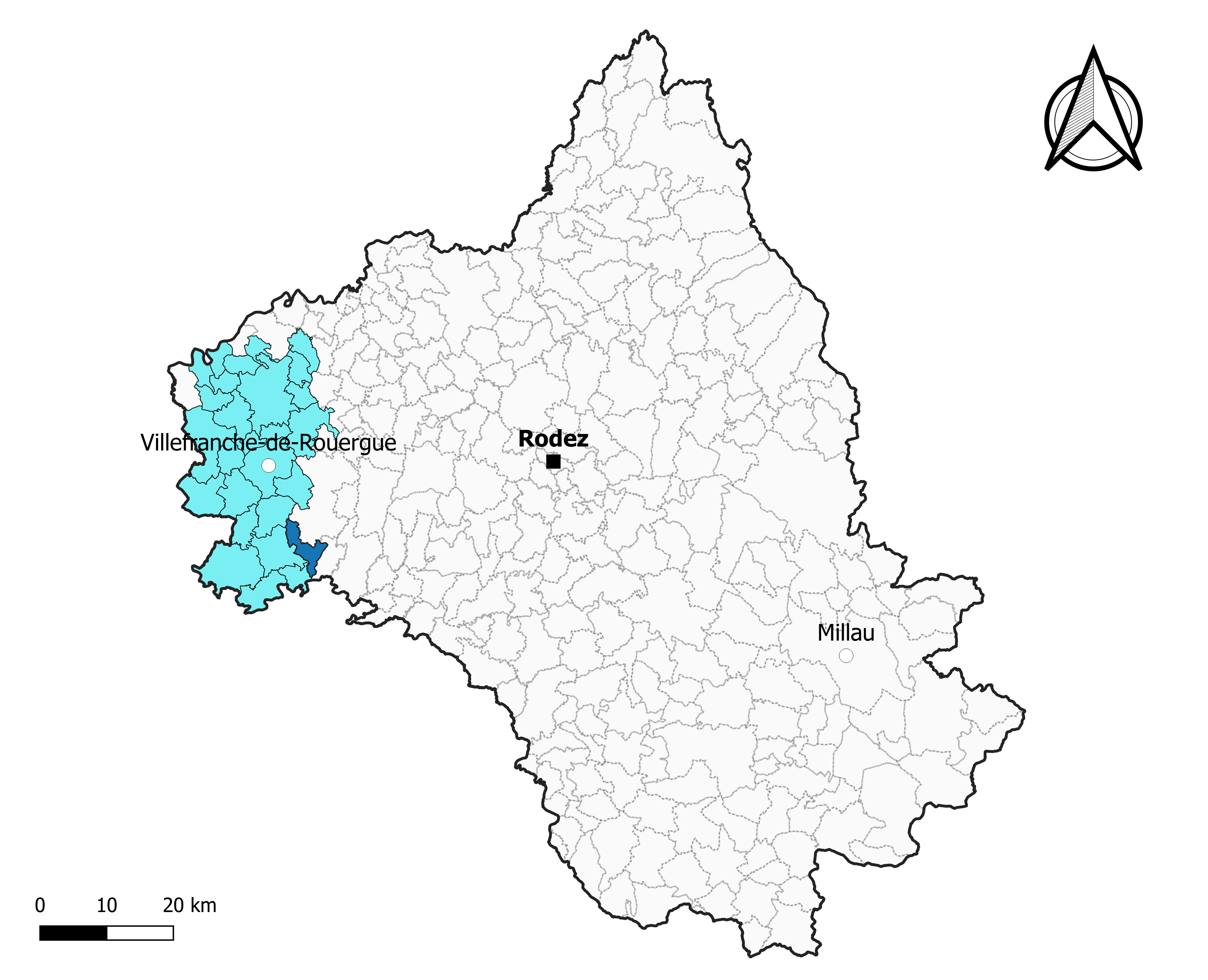
Lunac dans l'intercommunalité en 2020.
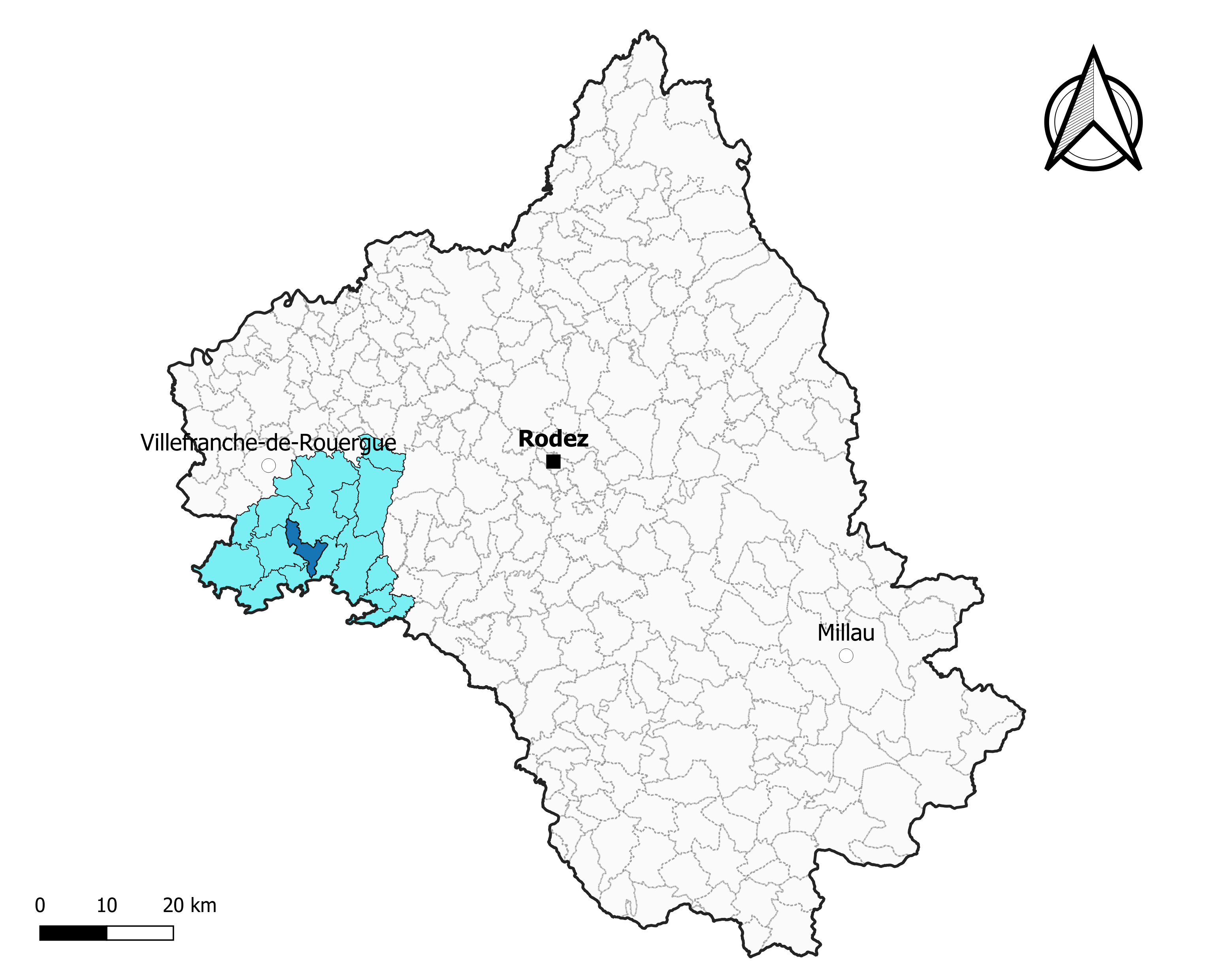
Lunac dans le canton d'Aveyron et Tarn en 2020.
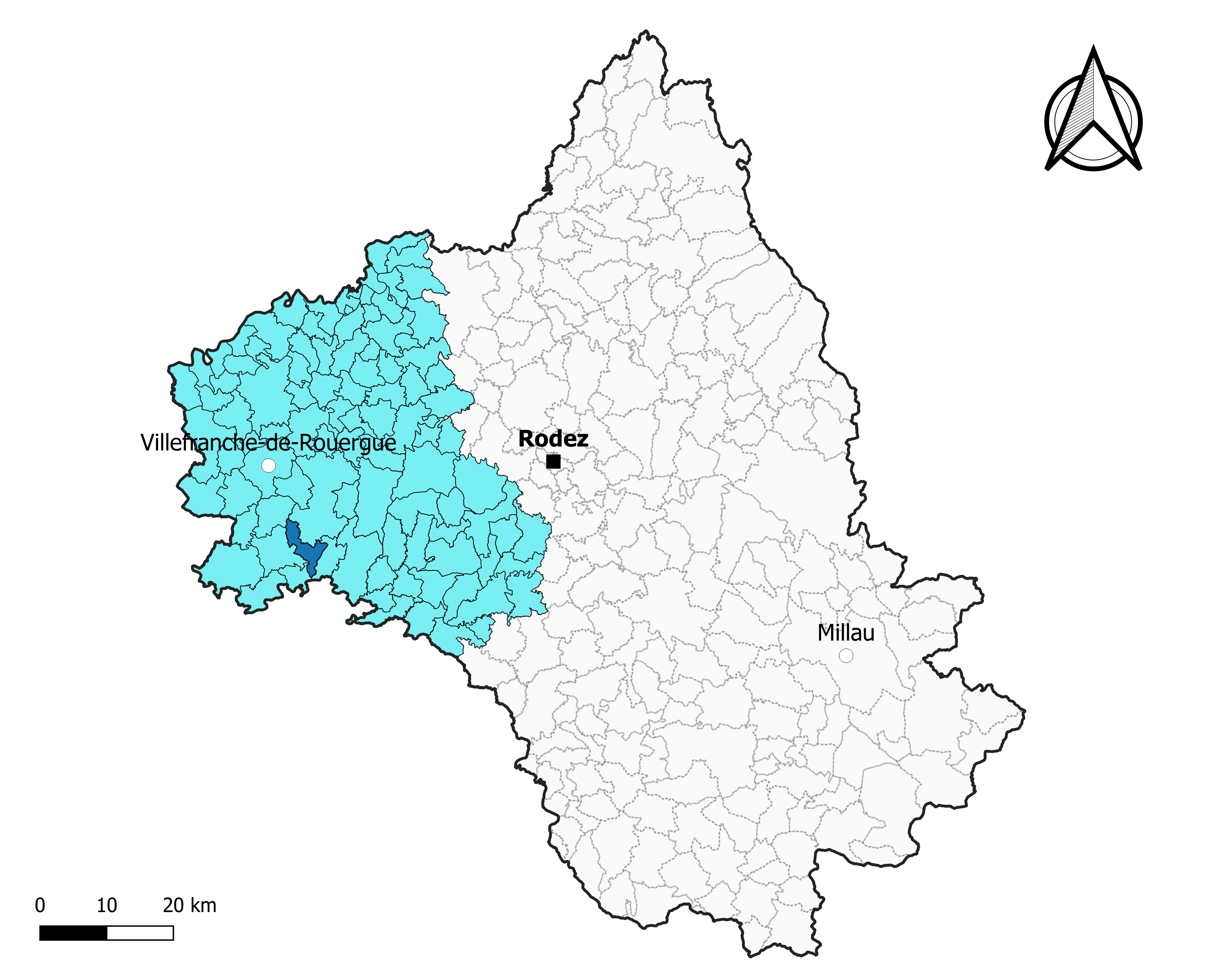
Lunac dans l'arrondissement de Villefranche-de-Rouergue en 2020.

### Élections municipales et communautaires

#### Élections de 2020
Le conseil municipal de Lunac, commune de moins de 1 000 habitants, est élu au scrutin majoritaire plurinominal à deux tours avec candidatures isolées ou groupées et possibilité de panachage. Compte tenu de la population communale, le nombre de sièges à pourvoir lors des élections municipales de 2020 est de 11. La totalité des onze candidats en lice est élue dès le premier tour, le 15 mars 2020, avec un taux de participation de 63,77 %.
Eric Bounon est élu nouveau maire de la commune le 25 mai 2020.
Dans les communes de moins de 1 000 habitants, les conseillers communautaires sont désignés parmi les conseillers municipaux élus en suivant l’ordre du tableau (maire, adjoints puis conseillers municipaux) et dans la limite du nombre de sièges attribués à la commune au sein du conseil communautaire. Un siège est attribué à la commune au sein de la Ouest Aveyron Communauté.

#### Liste des maires
| Période                                  | Période                       | Identité                       | Étiquette | Qualité                    |
| ---------------------------------------- | ----------------------------- | ------------------------------ | --------- | -------------------------- |
| Les données manquantes sont à compléter. |                               |                                |           |                            |
| 1792                                     | 1795                          | Antoine Roquette               |           |                            |
| 1795                                     | 1798                          | Antoine Loupias                |           |                            |
| 1798                                     | 1799                          | Joseph Marty                   |           |                            |
| 1799                                     | 1800                          | Joseph Loupias                 |           |                            |
| 1800                                     | 1813                          | Pierre Tranier                 |           |                            |
| 1813                                     | 1827                          | Joseph Victor Tranier          |           |                            |
| 1827                                     | 1832                          | Baptiste Jean Pierre Dintilhac |           |                            |
| 1832                                     | 1835                          | Victor Robert                  |           |                            |
| 1835                                     | 1840                          | Baptiste Jean Pierre Dintilhac |           |                            |
| 1840                                     | 1848                          | Paul Rozié                     |           |                            |
| 1848                                     | 1849                          | Eugène Tranier                 |           |                            |
| 1849                                     | 1865                          | Florentin Loupias              |           |                            |
| 1865                                     | 1867                          | Jean Joseph Moly               |           |                            |
| 1867                                     | 1871                          | Augustin Dintilhac             |           |                            |
| 1871                                     | 1874                          | Alphonse Tranier               |           |                            |
| 1874                                     | 1883                          | Philippe Moly                  |           |                            |
| 1883                                     | 1884                          | Augustin Dintilhac             |           |                            |
| 1884                                     | 1910                          | Philippe Moly                  |           |                            |
| 1910                                     | 1911                          | Élie Cazals                    |           |                            |
| 1911                                     | 1929                          | Jean-Baptiste Moly             |           |                            |
| 1929                                     | 1935                          | Frédéric Viguié                |           |                            |
| 1935                                     | 1942                          | Paul Blanc                     |           |                            |
| 1942                                     | 1944                          | Casimir Pradines               |           |                            |
| 1944                                     | 1947                          | André Saurel                   |           |                            |
| 1947                                     | 1957                          | Antonin Nouviale               |           |                            |
| 1957                                     | 1965                          | Henri Miquel                   |           |                            |
| 1965                                     | 1971                          | André Saurel                   |           |                            |
| 1971                                     | 1995                          | Paul Maviel                    |           |                            |
| 1995                                     | 2001                          | Jean-Marie Santucci            |           |                            |
| mars 2001                                | mars 2008                     | Christian Fort                 |           |                            |
| mars 2008                                | mai 2020                      | Daniel Carrié                  | UMP → LR  | agriculteur retraité       |
| mai 2020                                 | 2023                          | Éric Bounon                    |           | Retraité de l'aéronautique |
| juillet 2023                             | En cours (au 27 janvier 2024) | Christophe Puechberty          |           | Agriculteur                |

## Population et société

### Démographie
L'évolution du nombre d'habitants est connue à travers les recensements de la population effectués dans la commune depuis 1793. Pour les communes de moins de 10 000 habitants, une enquête de recensement portant sur toute la population est réalisée tous les cinq ans, les populations de référence des années intermédiaires étant quant à elles estimées par interpolation ou extrapolation. Pour la commune, le premier recensement exhaustif entrant dans le cadre du nouveau dispositif a été réalisé en 2006.

En 2022, la commune comptait 435 habitants, en évolution de +0,93 % par rapport à 2016 (Aveyron : +0,37 %, France hors Mayotte : +2,11 %).
| 1793 | 1800 | 1806 | 1821 | 1831 | 1836 | 1841  | 1846  | 1851  |
| ---- | ---- | ---- | ---- | ---- | ---- | ----- | ----- | ----- |
| 495  | 315  | 624  | 545  | 952  | 990  | 1 011 | 1 050 | 1 139 |

| 1856  | 1861  | 1866  | 1872  | 1876  | 1881  | 1886  | 1891  | 1896  |
| ----- | ----- | ----- | ----- | ----- | ----- | ----- | ----- | ----- |
| 1 136 | 1 137 | 1 168 | 1 195 | 1 233 | 1 331 | 1 297 | 1 194 | 1 115 |

| 1901  | 1906  | 1911  | 1921 | 1926 | 1931 | 1936 | 1946 | 1954 |
| ----- | ----- | ----- | ---- | ---- | ---- | ---- | ---- | ---- |
| 1 118 | 1 038 | 1 043 | 910  | 855  | 810  | 805  | 778  | 685  |

| 1962 | 1968 | 1975 | 1982 | 1990 | 1999 | 2006 | 2011 | 2016 |
| ---- | ---- | ---- | ---- | ---- | ---- | ---- | ---- | ---- |
| 623  | 579  | 526  | 530  | 456  | 462  | 452  | 433  | 431  |

| 2021 | 2022 | - | - | - | - | - | - | - |
| ---- | ---- | - | - | - | - | - | - | - |
| 437  | 435  | - | - | - | - | - | - | - |

### Sports et loisirs
- Basket Club des Serènes de Lunac

## Économie

### Revenus
En 2018  (données Insee publiées en septembre 2021), la commune compte 187 ménages fiscaux, regroupant 392 personnes. La médiane du revenu disponible par unité de consommation est de 17 150 € (20 640 € dans le département).

### Emploi
| Division       | 2008  | 2013  | 2018  |
| -------------- | ----- | ----- | ----- |
| Commune        | 7,4 % | 4,9 % | 7 %   |
| Département    | 5,4 % | 7,1 % | 7,1 % |
| France entière | 8,3 % | 10 %  | 10 %  |

En 2018, la population âgée de 15 à 64 ans s'élève à 206 personnes, parmi lesquelles on compte 77,6 % d'actifs (70,7 % ayant un emploi et 7 % de chômeurs) et 22,4 % d'inactifs,. En  2018, le taux de chômage communal (au sens du recensement) des 15-64 ans est inférieur à celui de la France et département, alors qu'en 2008 il était supérieur à celui du département et inférieur à celui de la France.
La commune fait partie de la couronne de l'aire d'attraction de Villefranche-de-Rouergue, du fait qu'au moins 15 % des actifs travaillent dans le pôle,. Elle compte 131 emplois en 2018, contre 154 en 2013 et 139 en 2008. Le nombre d'actifs ayant un emploi résidant dans la commune est de 151, soit un indicateur de concentration d'emploi de 87,1 % et un taux d'activité parmi les 15 ans ou plus de 43 %.
Sur ces 151 actifs de 15 ans ou plus ayant un emploi, 79 travaillent dans la commune, soit 52 % des habitants. Pour se rendre au travail, 70,8 % des habitants utilisent un véhicule personnel ou de fonction à quatre roues, 0,7 % les transports en commun, 7,5 % s'y rendent en deux-roues, à vélo ou à pied et 21,1 % n'ont pas besoin de transport (travail au domicile).

### Activités hors agriculture
43 établissements sont implantés  à Lunac au 31 décembre 2019. Le tableau ci-dessous en détaille le nombre par secteur d'activité et compare les ratios avec ceux du département,.
| Secteur d'activité                                                                                        | Commune | Commune | Département |
| Secteur d'activité                                                                                        | Nombre  | %       | %           |
| --- | ------- | ------- | ----------- |
| Ensemble                                                                                                  | 43      |         |             |
| Industrie manufacturière, industries extractives et autres                                                | 12      | 27,9 %  | (17,7 %)    |
| Construction                                                                                              | 9       | 20,9 %  | (13 %)      |
| Commerce de gros et de détail, transports, hébergement et restauration                                    | 5       | 11,6 %  | (27,5 %)    |
| Activités immobilières                                                                                    | 3       | 7 %     | (4,2 %)     |
| Activités spécialisées, scientifiques et techniques et activités de services administratifs et de soutien | 11      | 25,6 %  | (12,4 %)    |
| Autres activités de services                                                                              | 3       | 7 %     | (7,8 %)     |

Le secteur de l'industrie manufacturière, des industries extractives et autres est prépondérant sur la commune puisqu'il représente 27,9 % du nombre total d'établissements de la commune (12 sur les 43 entreprises implantées  à Lunac), contre 17,7 % au niveau départemental.

### Agriculture
La commune est dans le Segala, une petite région agricole occupant l'ouest du département de l'Aveyron. En 2020, l'orientation technico-économique de l'agriculture  sur la commune est l'élevage bovin, orientation mixte lait et viande.
|               | 1988  | 2000  | 2010  | 2020  |
| ------------- | ----- | ----- | ----- | ----- |
| Exploitations | 59    | 48    | 39    | 37    |
| SAU (ha)      | 1 314 | 1 313 | 1 355 | 1 422 |

Le nombre d'exploitations agricoles en activité et ayant leur siège dans la commune est passé de 59 lors du recensement agricole de 1988  à 48 en 2000 puis à 39 en 2010 et enfin à 37 en 2020, soit une baisse de 37 % en 32 ans. Le même mouvement est observé à l'échelle du département qui a perdu pendant cette période 51 % de ses exploitations,. La surface agricole utilisée sur la commune a quant à elle augmenté, passant de 1 314 ha en 1988 à 1 422 ha en 2020. Parallèlement la surface agricole utilisée moyenne par exploitation a augmenté, passant de 22 à 38 ha.

## Culture locale et patrimoine

### Lieux et monuments
- Église Saint-Jean-Baptiste ( Inscrit MH (1937)[57]), datant du XIIe siècle.
- Église Saint-Amans des Mazières.
- Château de Lunac : château privé ayant appartenu à la descendance de Henriette, fille du comte Augustin de Chazelles jusqu'au XXe siècle, depuis 2005, il a été racheté par Mr Revalor, passionné de vieilles pierres[58].
- Auteyrac, ancien fief avec château qui appartenait primitivement à la famille de Salgues, depuis Barthélémy, fils de Géraud et de Jeanne Gill, seigneur d'Auteyrac, qui vivait au XIVe siècle, jusqu'à Antoinette de Selgues, qui épouse Archambaud de Mayres, et dont la fille Gauchette de Mayres l'apporte à la famille de Morlhon, par son mariage en 1503 avec François de Morlhon, bâtard légitimé de Jehan de Morlhon, seigneur de Teulières, qui y fait son testament en 1577. Sa descendante Marie de Morlhon en hérite de son père en 1777. Le château a été partiellement détruit par un incendie en 1887, entièrement rasé en 1919.
- La Borie, ancien manoir qui appartenait au XVIIe siècle à Margueritte de Montlauzur, veuve de Pierre Delpuech, procureur du roi en la viguerie de Najac, et à son fils Joseph Delpech, seigneur de Frayssinet, bachelier en droit, qui le vendit à Pierre-Jean Loupias, notaire royal de 1747 à 1777[59].
- La Mothe, ancien fief, à l'entrée du bourg qui appartenait à la famille de Monlauzeur.
- Le Méjanet, ancien fief avec château disparu.
- Les Mazieres, hameau avec église succursale, ancien château en ruines.

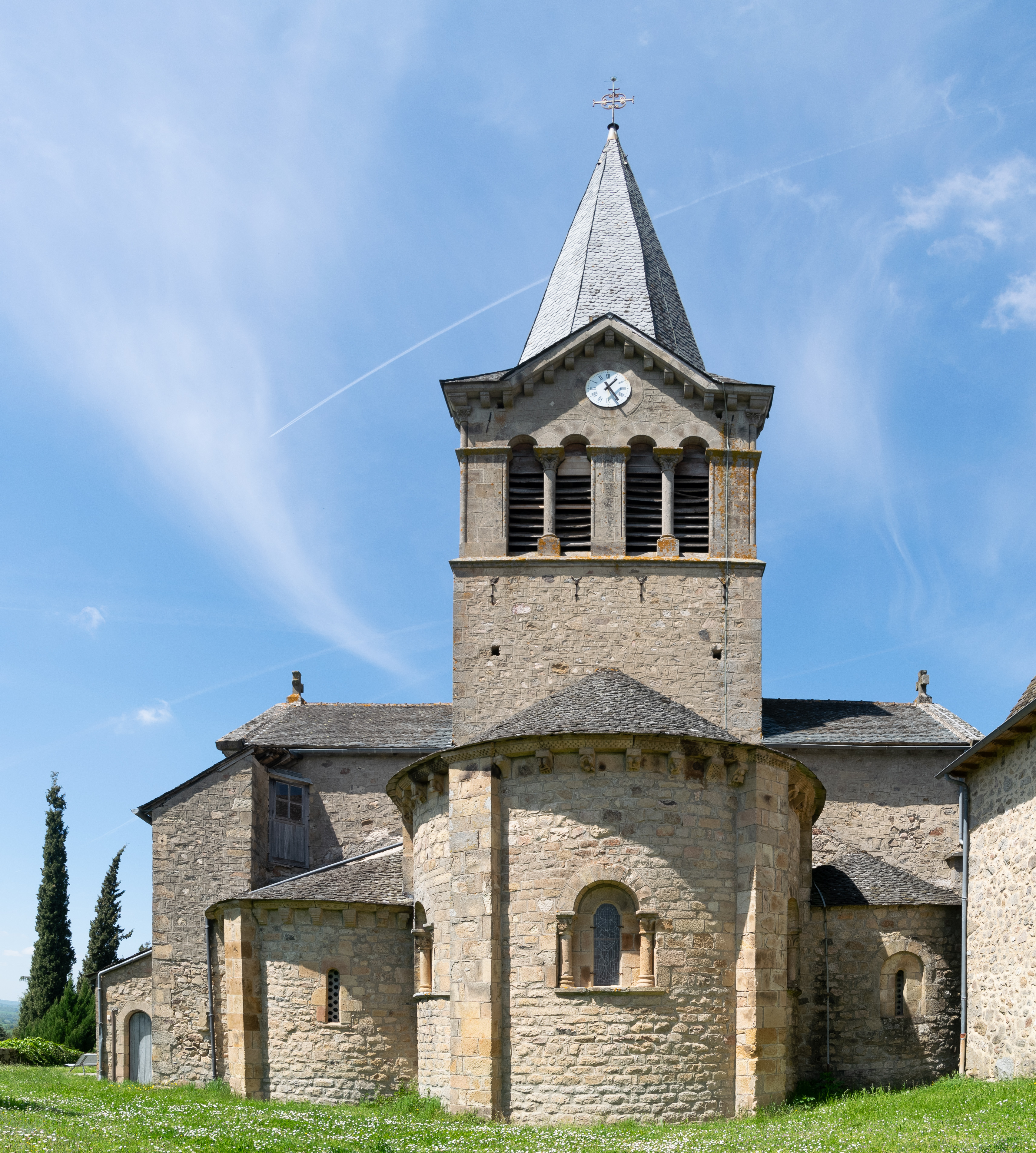
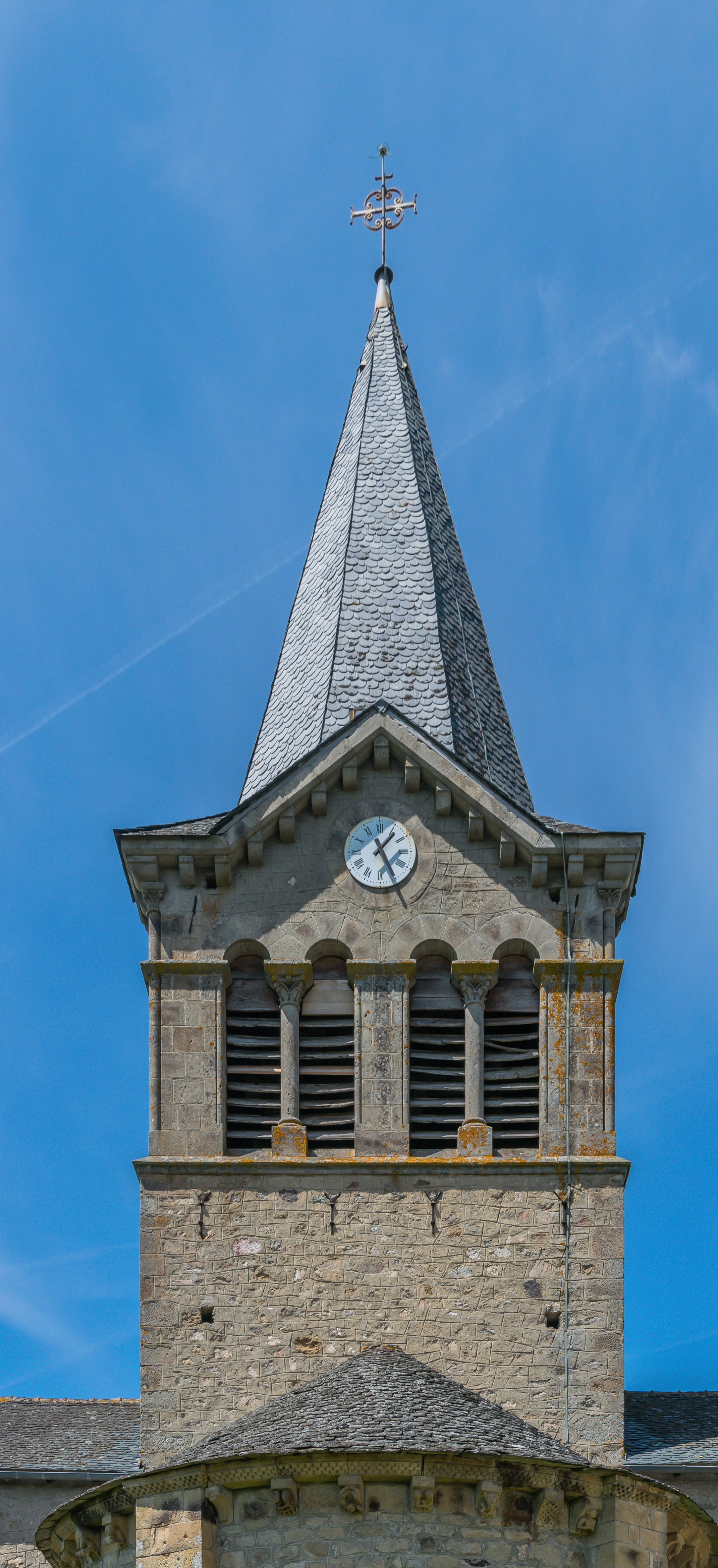
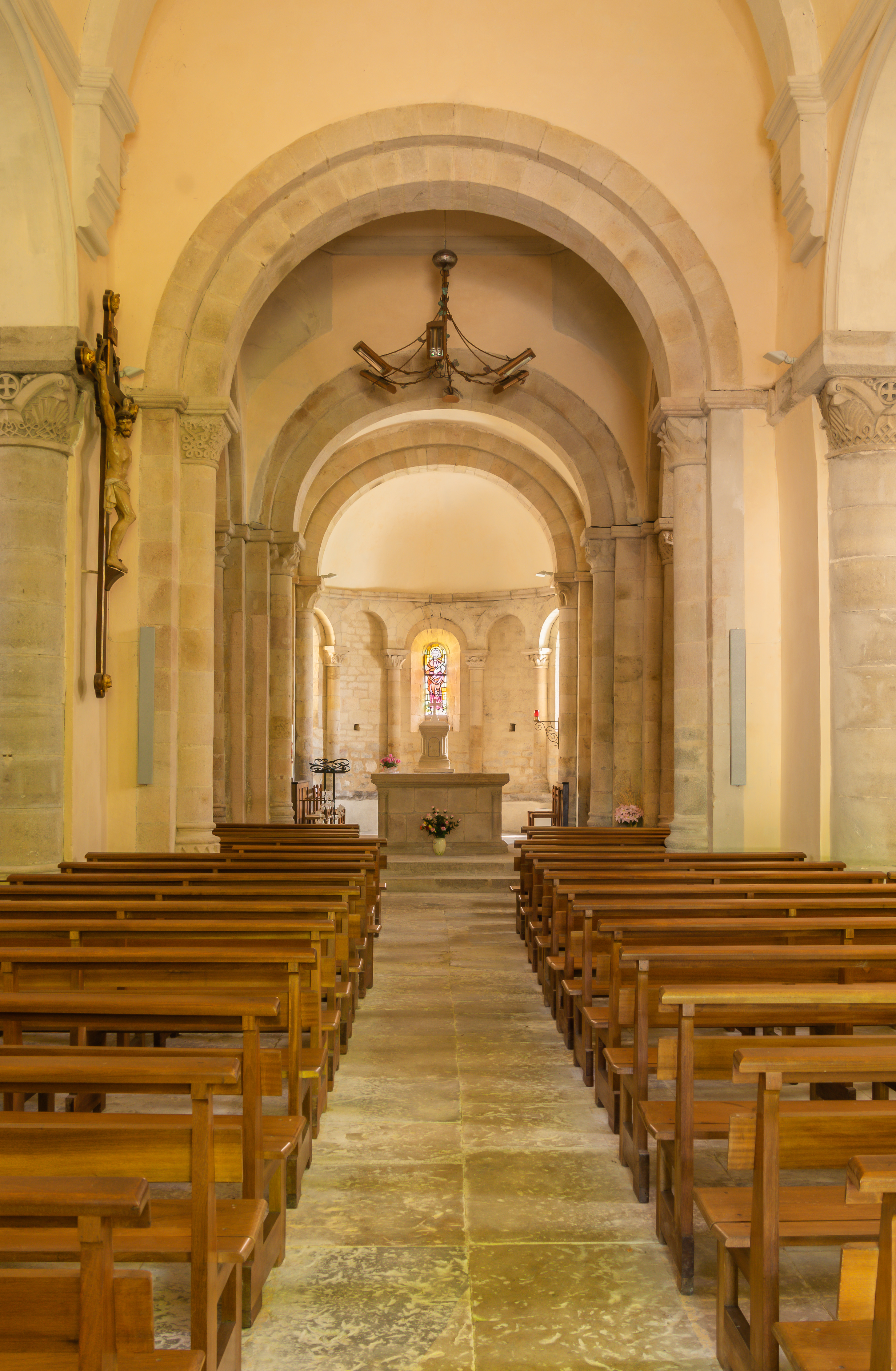
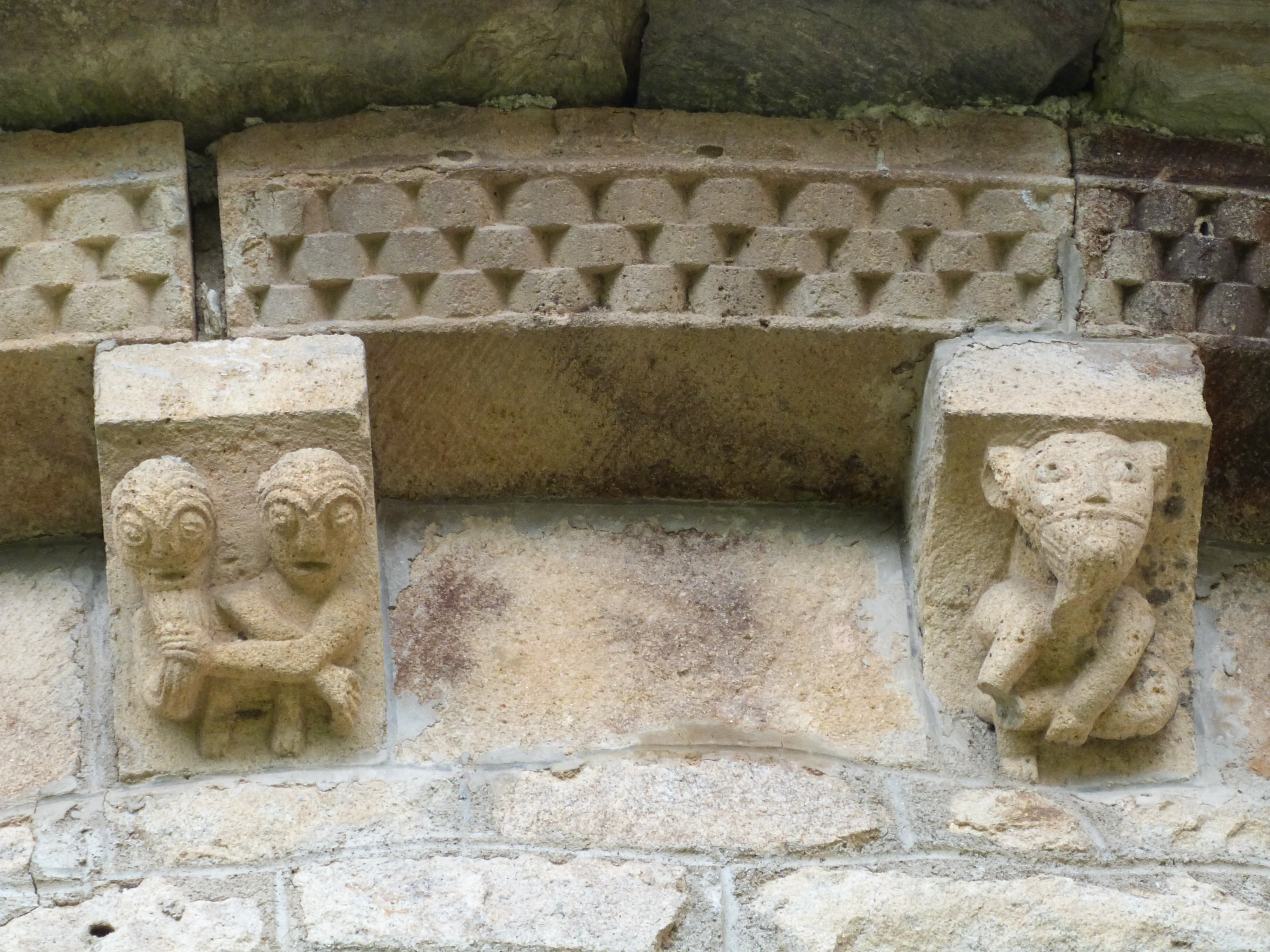

### Personnalités liées à la commune
- Augustin de Chazelles né le 8 août 1779 à Lunac et mort le 14 décembre 1862 à Amélie-les-Bains, baron d'Empire, haut fonctionnaire sous la restauration et homme politique de la monarchie de Juillet, préfet du Morbihan de 1818 à 1830 et directeur général des Postes de 1844 a 1847.

## Pour approfondir